# Basalt (Idaho)
Basalt és una població dels Estats Units a l'estat d'Idaho. Segons el cens del 2000 tenia 419 habitants.

## Demografia
Segons el cens del 2000, Basalt tenia 419 habitants, 121 habitatges, i 106 famílies. La densitat de població era de 557,9 habitants per km².
Dels 121 habitatges en un 47,9% hi vivien nens de menys de 18 anys, en un 72,7% hi vivien parelles casades, en un 8,3% dones solteres, i en un 11,6% no eren unitats familiars. En l'11,6% dels habitatges hi vivien persones soles el 7,4% de les quals corresponia a persones de 65 anys o més que vivien soles. El nombre mitjà de persones vivint en cada habitatge era de 3,46 i el nombre mitjà de persones que vivien en cada família era de 3,68.
Per edats la població es repartia de la següent manera: un 37,5% tenia menys de 18 anys, un 8,6% entre 18 i 24, un 23,9% entre 25 i 44, un 19,3% de 45 a 60 i un 10,7% 65 anys o més.
L'edat mediana era de 28 anys. Per cada 100 dones de 18 o més anys hi havia 107,9 homes.
La renda mediana per habitatge era de 36.719 $ i la renda mediana per família de 38.542 $. Els homes tenien una renda mediana de 28.750 $ mentre que les dones 21.250 $. La renda per capita de la població era de 13.185 $. Aproximadament el 7,1% de les famílies i el 10,9% de la població estaven per davall del llindar de pobresa.

## Poblacions més properes
El següent diagrama mostra les poblacions més properes.